# Eric Frank Russell
Eric Frank Russell (n. 6 ianuarie 1905, Sandhurst, Anglia, Regatul Unit al Marii Britanii și Irlandei – d. 28 februarie 1978, Liverpool, Anglia, Regatul Unit) a fost un autor britanic cel mai cunoscut pentru romanele sale science fiction și povestiri scurte. O mare parte din lucrarea sa a fost publicată pentru prima dată în Statele Unite, în revista lui John W. Campbell Astounding Science Fiction și în alte reviste pulp. De asemenea, Russell a scris ficțiune de groază pentru Povestiri ciudate și articole de non-ficțiune pe teme forteane. Până în 1955, mai multe dintre poveștile sale au fost publicate sub pseudonime, ca Duncan H. Munro și Niall(e) Wilde.

## Biografie
Russell s-a născut în 1905 lângă Sandhurst, în Berkshire, unde tatăl său era instructor la Colegiul Militar Regal.   Russell a devenit un fan science fiction și în 1934, în timp ce locuia în apropiere de Liverpool, a văzut o scrisoare în Amazing Stories  de la Leslie J. Johnson, un alt cititor din aceeași zonă. Russell s-a întâlnit cu Johnson, care l-a încurajat să înceapă o carieră ca scriitor. Împreună, cei doi bărbați au scris o nuvelă, "Seeker of Tomorrow", care a fost publicată de F. Orlin Tremaine în numărul din iulie 1937 al Astounding Stories. Atât Russell cât și Johnson au devenit membri ai Societății Interplanetare Britanice.
Primul roman al lui Russell a fost Sinister Barrier - Sinistra Barieră, povestea de pe coperta primei ediții din mai 1939 a revistei Unknown - revista soră a revistei Astounding, dedicată fanteziei. Este explicit o poveste forteană. O legendă des repetată spune că John W. Campbell, la primirea manuscrisului Sinister Barrier, a creat revista Unknown în primul rând ca vehicul pentru romanul scurt (pag. 9 - 94). Nu există nicio dovadă reală pentru acest lucru, în ciuda unei declarații în acest sens în primul volum al autobiografiei lui Isaac Asimov, In Memory Yet Green.
Cel de-al doilea roman al său, Dreadful Sanctuary (serializat în Astounding în 1948) este un exemplu timpuriu de ficțiune conspirativă, în care un delir paranoic de proporții globale este perpetuat de o mică societate secretă, dar puternică.
Există două relatări diferite și reciproc incompatibile privind serviciul militar al lui Russell în timpul celui de-al Doilea Război Mondial. Versiunea oficială, bine documentată, este aceea că a servit în Royal Air Force, cu care a avut un serviciu activ în Europa ca membru al unei unități de semnalizare mobilă. Cu toate acestea, în introducerea din ediția din 1986 a Del Rey Books a romanului Wasp al lui Russell, Jack L. Chalker afirmă că Russell era prea bătrân pentru serviciu activ și, în schimb, a lucrat pentru serviciile de informații militare din Londra, unde „a petrecut războiul visând ce trucuri urâte să facă împotriva germanilor și japonezilor ”, inclusiv Operațiunea Mincemeat. Biograful lui Russell, John L. Ingham, afirmă însă că „nu există nimic, absolut nimic, în arhivele RAF care să arate că el a fost altceva decât un mecanic și un operator radio”.
Russell a început să scrie full-time la sfârșitul anilor 1940. A devenit un membru activ al fandom-ului science-fiction britanic și reprezentantul britanic al Fortean Society. A câștigat primul premiu Hugo anual pentru cea mai bună povestire scurtă în 1955, pentru povestirea umoristică „Allamagoosa”. 
Romanul din 1962 The Great Explosion a co-câștigat Prometheus Hall of Fame Award în 1985. Romanul Vasp din 1957 a fost la un pas de a primi acest premiu,  care este acum limitat la o lucrare pe an. 
Science Fiction and Fantasy Hall of Fame l-a adăugat pe Russell în 2000.
Into Your Tent, o biografie detaliată și detaliată a lui Russell de John L. Ingham, a fost publicată în 2010 de Plantech (în Marea Britanie). 

## Scrieri
Ficțiunea completă a lui Russell include următoarele: 
- Sinister Barrier (1939)
- Dreadful Sanctuary (1948)
- Sentinels From Space (1953), bazat pe o povestire anterioară The Star Watchers (1951)
- Three to Conquer (1956), bazat pe un foileton anterior denumit Call Him Dead (1955)
- Men, Martians and Machines (1955), conține patru nuvele conexe
- Wasp (1958)
- Next of Kin (1959), publicat anterior ca The Space Willies (1958)
- The Great Explosion (1962)
- With a Strange Device (1964), publicat și ca The Mindwarpers.

De asemenea, Russell a scris un număr mare de lucrări mai scurte, multe dintre ele fiind reeditate în colecții precum Deep Space (1954), Six Worlds Yonder (1958), Far Stars (1961), Dark Tides (1962) și Somewhere a Voice (1965). Povestea sa „ Allamagoosa ” (1955), care este în esență o repovestire SF a unei povești tradiționale denumită „The Shovewood”, a câștigat premiul Hugo pentru cea mai bună povestire scurtă.
Russell a scris numeroase eseuri de non-ficțiune pe teme forteane, unele fiind colectate într-un compendiu intitulat Great World Mysteries - Marile mistere ale lumii (1957). A doua sa carte de non-ficțiune a fost The Rabble Rousers (1963), o privire sardonică asupra nebuniei umane, incluzând afacerea Dreyfus și boom-ul din Florida. A mai scris Lern Yerself Scouse: The ABZ of Scouse (1966) sub pseudonimul "Linacre Lane".
Două colecții omnibus science fiction ale lui Russell sunt disponibile la NESFA Press : Major Ingredients - Ingrediente majore (2000), conținând 30 din povestirile sale și Entities  - Entități (2001) care conține cinci romane. Editura lui John Pelan Midnight House a publicat Darker Tides, o colecție de groază și ficțiune ciudată a lui Russell, în 2006.
Romanul Design for Great-Day din 1995, publicat de Alan Dean Foster și Eric Frank Russell, este o extindere de către Foster a unei nuvele din 1953 cu același nume scrisă de Russell. 